# Kontekst (grzyby)

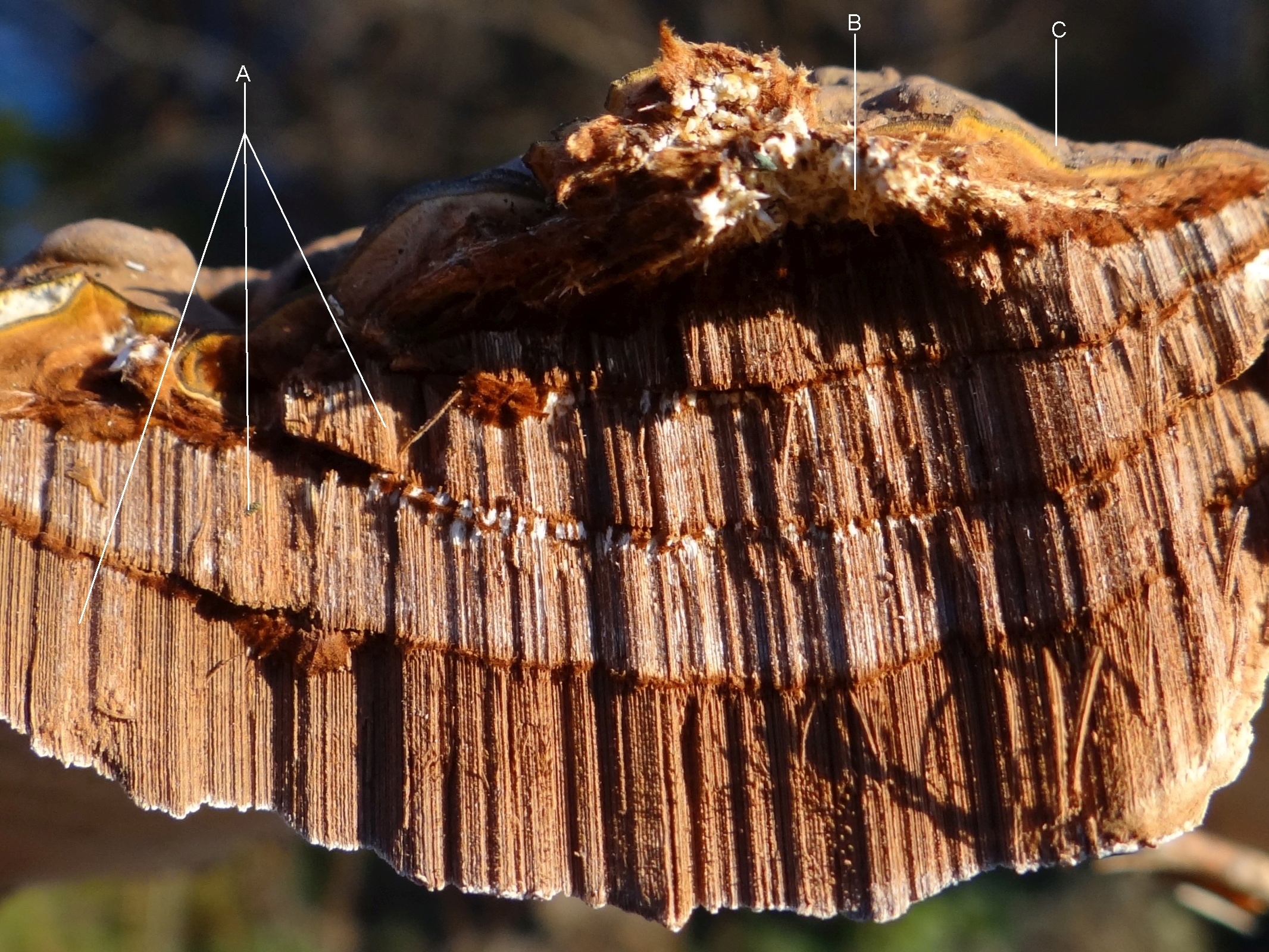
Przekrój owocnika lakownicy spłaszczonej;
A – warstwy rurek, B – kontekst, C – krusta

Kontekst (łac. contextus, ang. context) – u grzybów jest to miąższ owocnika podtrzymujący hymenofor. Pojęcia tego używa się zwłaszcza dla grzybów w klasie Hymenomycetes. Przy identyfikacji gatunków grzybów bierze się pod uwagę takie cechy kontekstu, jak: grubość, budowa, barwa, konsystencja, warstwowanie.
U większości gatunków kontekst jest jednorodny zarówno pod względem koloru, jak i konsystencji i zwykle ma strukturę promienistą, gdyż strzępki rosną od podstawy w kierunku brzegu. Czasami jednak kontekst jest wyraźnie podwójny, dolna część jest gęsta i bez wyraźnych kierunków strukturalnych, podczas gdy górna część jest bardziej miękka i włóknista, często przeplatająca się z siecią na powierzchni kapelusza. U niektórych rodzajów, np. Datronia i Trametes u wiele gatunków występuje czarna strefa między dolnym, gęstym a górnym, luźnym kontekstem lub warstwą włosków na kapeluszu (tomentum). Strefa taka zawsze najlepiej rozwinięta jest u podstawy i może stanowić ważną cechę przy identyfikacji gatunków. U niektórych gatunków o takiej podwójnej konsystencji podwójnej tomentum i dolny kontekst mogą mieć inną budowę strzępek, a w tomentum zwykle nigdy nie występują strzępki łącznikowe.
Ważna jest strzępkowa budowa kontekstu, gdyż u wielu gatunków różni się ona od struktury tramy i ma wartość diagnostyczną przy identyfikacji gatunków i ich taksonomii. Może również znacznie się zmieniać na różnych etapach rozwoju. Na przykład kontekst młodych, niedojrzałych żagwiaków łuskowatych (Polyporus squamosus) składa się głównie ze strzępek generatywnych z wyraźnymi sprzążkami, podczas gdy u osobników dojrzałych składa się głównie ze strzępek łącznikowych, których strzępki generatywne są trudne do rozróżnienia. U gatunków ze strzępkami wegetatywnymi kontekst ostatecznie składa się prawie wyłącznie ze strzępek szkieletowych i tak pozostanie także w przypadku gatunków o dimitycznym systemie strzępkowym. U gatunków o systemie trimitycznym strzępki łącznikowe tworzą się dopiero podczas dojrzewania okazu i z tego powodu podstawny fragment części kontekstu zwykle zawiera wszystkie typy strzępek obecne w kontekście.
Specyficzny rodzaj kontekstu, który wyrasta bezpośrednio na podłożu nosi nazwę subikulum.